# Fanny Biascamano
Fanny Biascamano, simplement connue par son prénom Fanny, est une chanteuse française, née le 16 septembre 1979 à Sète dans l'Hérault.
Elle est surtout connue pour sa reprise, à 12 ans, de la chanson L'Homme à la moto d'Édith Piaf et pour avoir représenté la France au Concours Eurovision de la chanson 1997 avec le titre Sentiments songes.
Depuis 2017, elle est l'auteur de livres culinaires.

## Biographie

### Origines et famille
Elle est d'origine italienne et espagnole.
Elle a un demi-frère, Didier Favolini, qui a été champion du monde de moto.

### Carrière
À l'âge de huit ans, Fanny est une enfant précoce et commence sa carrière accompagnée par des musiciens. Par la suite, elle est remarquée par René Coll un producteur de Carcassonne. 
Fanny se fait ensuite connaître en novembre 1991 en participant à l'âge de douze ans à la séquence des Numéros 1 de demain de l'émission de variétés Sacrée Soirée de Jean-Pierre Foucault sur TF1. Elle fait ici sa première apparition à la télévision et est remarquée par Jean-Pierre Virgil qui lui propose d'interpréter une version rock du tube d'Édith Piaf L'Homme à la moto. Le single s'écoule à plus de trois millions d'exemplaires. À partir de là, elle sort son premier 45 tours qui connaît un grand succès, et de ce fait remporte un double disque d'or en France et au Canada après avoir vendu plus d'un million de disques. Son ascension est facilitée par son parrain de la chanson, Johnny Hallyday[réf. nécessaire].
La même année est lancé son premier album intitulé Fanny.
En 1993 sort son second album, Chanteuse populaire, écrit entre autres par Didier Barbelivien. Son succès est plus confidentiel.
Début 1997, elle est choisie par France 2 pour représenter la France au 42e Concours Eurovision de la chanson avec la chanson intitulée Sentiments songes écrite et composée par Jean-Paul Dréau. Le 3 mai 1997 au Point Theater de Dublin, Fanny interprète en 22e position sur la scène, Sentiments songes sous la direction du chef d'orchestre Régis Dupré. Âgée de 17 ans et 7 mois, elle est la deuxième artiste la  plus jeune ayant représenté la France au Concours Eurovision de la chanson (après Nathalie Pâque en 1989). Au terme du vote final des pays, Fanny se hisse à la 7e place sur 25, avec 95 points (elle reçoit trois fois douze points ; de l'Estonie, de la Norvège et de la Pologne).
Elle se consacre ensuite à ses études et participe à quelques galas. Elle continue à se produire en concerts à  Paris et en province. Elle a également fait la tournée d'été Ici Paris, en compagnie d'autres artistes.
En 2008, Fanny se produit au Théâtre Déjazet le temps d'un duo avec Dominique Dalbret, Marrakech. Fanny chante Piaf dans plusieurs villes de France : Toulouse, Sète, Manosque, puis effectue une tournée internationale : Marrakech, Andorre, Barcelone, Dublin, Rio de Janeiro, New York, Las Vegas, etc.
En 2009, Fanny propose son premier album live Fanny chante Piaf, en vente uniquement lors de ses concerts.
En octobre 2010, Fanny Biascamano sort son premier livre Enfants stars, plus dure sera la chute, aux Éditions du Rocher. Elle y consacre un chapitre relatant son parcours professionnel. 
En 2012, Fanny Biascamano fait partie du spectacle créé par Dominique Dalbret Les Amours de Vincent, consacré à la vie de Vincent Scotto et à ses chansons.
En dehors de sa carrière de chanteuse, elle est aussi la marraine du village de Moussey, dans les Vosges en France et y est venue quelquefois pour interpréter son remix rock de L'Homme à la moto pour la Foire aux Vaûtes le 1er mai.
Le 19 janvier 2016 elle sort un album Fanny chante Brassens, un digipack produit par Agrumes Productions.
En 2017, Fanny Biascamano sort un livre de 100 recettes autour du poisson intitulé : La cuisine du sud de A à Z et publie le tome 2 en 2019.

## Discographie

### Singles
- 1991 : L'Homme à la moto / À des années d'ailleurs
- 1992 : Un poète disparu / C'est du vent
- 1992 : On s'écrit / Une enfant qui part
- 1993 : Chanteuse populaire / So long, si loin
- 1994 : P'tit Paul / C'était un enfant du rock
- 1997 : Sentiments songes / Les Nuits d'Isabelle
- 2008 : Marrakech - en duo avec Dominique Dalbret

### Albums
- 1992 : Fanny

1. On s'écrit
2. Diva
3. Un poète disparu
4. À des années d'ailleurs
5. Aventurier d'aujourd'hui
6. Du rêve dans la poussière
7. Ok si ça sonne
8. C'est du vent
9. À cach' cœur
10. Une enfant qui part
11. L'Homme à la moto

- 1993 : Chanteuse populaire (il existe deux versions différentes de ce CD : une comprenant 12 chansons et une autre qui en contient 14)

1. Chanteuse Populaire
2. Comme un ami
3. Que restera-t-il de nous ?
4. L'Américaine
5. Nos cris d'amour
6. Comme dans Dirty Dancing
7. Et s'il existe
8. P'tit Paul
9. C'était un enfant du rock
10. Même si je chante
11. À quoi rêve une jeune fille
12. So Long, si loin
13. L'Homme à la moto
14. Un poète disparu

- 2009 : Fanny chante Piaf
- 2016 : Fanny chante Brassens

## Publications
- 2010 : Enfants stars, plus dure sera la chute (Éditions du Rocher)
- 2017 : La Cuisine du sud de A à Z (Éditions Flam)
- 2019 : La Cuisine du sud de A à Z, tome 2 (Éditions Flam)